# Kids See Ghosts (album)
Kids See Ghosts er det eneste studiealbum af den amerikanske hiphop duo Kids See Ghosts, som bestod af Kanye West og Kid Cudi. Albummet blev udgivet den 8. juni 2018.

## Spor
| Kids See Ghosts | Kids See Ghosts                                         | Kids See Ghosts | Kids See Ghosts | Kids See Ghosts | Kids See Ghosts | Kids See Ghosts | Kids See Ghosts | Kids See Ghosts | Kids See Ghosts |
| #               | Titel                                                   | Sangskriver(e) | Producer | Længde          |                 |                 |                 |                 |                 |
| --------------- | ------------------------------------------------------- | --- | --- | --------------- | --------------- | --------------- | --------------- | --------------- | --------------- |
| 1.              | "Feel the Love" (featuring Pusha T)                     | Kanye West • Scott Mescudi • Mike Dean • Evan Mast • Benjamin Levin • Terrence Thornton • Jeremy Nutzman • Anthony Rabiola | West • Benny Blanco • Dean • Plain Pat • Mast • Justin Vernon • Francis and the Lights • Cashmere Cat • Noah Goldstein | 2:45            |                 |                 |                 |                 |                 |
| 2.              | "Fire"                                                  | West • Mescudi • Mast • André Benjamin                                                                                     | West • Kid Cudi • BoogzDaBeast • André 3000 • Mast                                                                     | 2:20            |                 |                 |                 |                 |                 |
| 3.              | "4th Dimension" (featuring Louis Prima)                 | West • Mescudi • Dean • Louis Prima                                                                                        | West • Dean • Goldstein • Plain Pat • BoogzDaBeast                                                                     | 2:33            |                 |                 |                 |                 |                 |
| 4.              | "Freeee (Ghost Town, Pt. 2)" (featuring Ty Dollar Sign) | West • Mescudi • Tyrone Griffin, Jr. • Dean • Jeff Bhasker • Corin Littler                                                 | West • Kid Cudi • Dean • Bhasker • BoogzDaBeast • Andrew Dawson • Andy C • Russell "Love" Crews                        | 3:26            |                 |                 |                 |                 |                 |
| 5.              | "Reborn"                                                | West • Mescudi • Mast • Oladipo Omishore                                                                                   | Kid Cudi • Dot Da Genius • Plain Pat • Mast • Blanco                                                                   | 5:24            |                 |                 |                 |                 |                 |
| 6.              | "Kids See Ghosts" (featuring Yasiin Bey)                | West • Mescudi • Yassin Bey • Dawson • Vernon                                                                              | West • Kid Cudi • Plain Pat • Dawson • Vernon • Goldstein                                                              | 4:05            |                 |                 |                 |                 |                 |
| 7.              | "Cudi Montage"                                          | West • Mescudi • Dan • Kurt Cobain                                                                                         | Kid Cudi • Dot Da Genius • Dean                                                                                        | 3:17            |                 |                 |                 |                 |                 |
| 23:50           |                                                         | | |                 |                 |                 |                 |                 |                 |